# Kathleen Beller
Kathleen Beller (* 19. Februar 1956 in Westchester County, New York) ist eine US-amerikanische Schauspielerin.

## Werdegang
Kathleen Beller gelang Anfang der 1970er Jahre der Durchbruch in der Seifenoper Search for Tomorrow, die von 1951 bis 1986 im US-Fernsehen und für rund 400 Folgen ab Ende der 1980er Jahre auch in Deutschland unter dem Titel Henderson ausgestrahlt wurde. Nach ihrem Ausstieg bekam sie eine kleine Nebenrolle in dem Filmklassiker Der Pate – Teil II. Danach folgten etliche Auftritte in TV-Produktionen, wie z. B. Hawaii Fünf-Null, Mord ist ihr Hobby oder Schatten des Bösen. 1978 war sie in Der Clan auch wieder im Kino zu sehen. Ein Jahr später folgte der Kinofilm Wenn das Schicksal es will, in dem Beller neben Marsha Mason als todkranker Teenager zu sehen war. Für ihre Darstellung erhielt sie eine Nominierung für den Golden Globe als beste Nebendarstellerin.
1981 spielte sie im Film The Bronx (Fort Apache – The Bronx) neben Paul Newman und Ken Wahl. Der internationale Durchbruch gelang ihr 1982 in Der Denver-Clan als Kirby Anders. Doch schon zwei Jahre später verließ Beller die Serie wieder, um sich anderen Aufgaben zu widmen. 1991 konnten die Produzenten sie überzeugen, den Part der Kirby für den Zweiteiler-Fernsehfilm Denver – Die Entscheidung zu reaktivieren.

## Privates
In erster Ehe war Beller von 1980 bis 1986 mit dem auch als Schauspieler tätigem Michael Hoit verheiratet. 1988 heiratete sie den Musiker Thomas Dolby. Mit ihm hat sie mittlerweile drei Kinder: Lillian (geb. 1991), Talia Claire (geb. 1993) und Graham (geb. 1995). Beruflich ist es seitdem um Kathleen Beller ruhiger geworden – ihre letzte größere Rolle hatte sie 1992 in dem Film Life after Sex.

## Filmografie (Auswahl)
- 1971–1974: Henderson (Search for Tomorrow, Fernsehserie, 620 Folgen)
- 1974: Der Pate – Teil II (The Godfather Part II)
- 1975: Hawaii Fünf-Null (Hawaii Five-O, Fernsehserie, Folge 8x11)
- 1977: Der Sechs Millionen Dollar Mann (The Six Million Dollar Man, Fernsehserie, Folge 4x21)
- 1978: Der Clan (The Betsy)
- 1978: Movie Movie
- 1979: Wenn das Schicksal es will (Promises in the Dark)
- 1981: The Bronx (Fort Apache – The Bronx)
- 1981: Schatten des Bösen (No Place to Hide, Fernsehfilm)
- 1981: Surfacing
- 1982: Talon im Kampf gegen das Imperium (The Sword and the Sorcerer)
- 1982–1984: Der Denver-Clan (Dynasty, Fernsehserie, 45 Folgen)
- 1983: Touched
- 1985, 1989: Mord ist ihr Hobby (Murder, She Wrote, Fernsehserie, 2 Folgen, verschiedene Rollen)
- 1989: Time Trackers
- 1991: Denver – Die Entscheidung (Dynasty: The Reunion, Fernsehfilm)
- 1992: Life After Sex
- 1993: Legacy
- 2016: Tom (Kurzfilm)